# Christof Drexel
Hans Christof Drexel (* 2. April 1886 in Königstein im Taunus; † 3. März 1979 in München) war ein deutscher Maler und Kunstpädagoge.

## Leben
Von 1904 bis 1905 studierte Drexel an der TH München Architektur und schuf nebenbei graphische Arbeiten für die Zeitschrift Jugend. Fritz von Uhde erkannte das künstlerische Potential des Studenten und regte den Wechsel zur Malerei an. 1906 bis 1907 besuchte Drexel die Académie Julian in Paris. In den darauffolgenden Jahren unternahm er einen längeren Studienaufenthalt in Rom, reiste nach England und wiederum nach Frankreich, wo er Matisse besuchte. 1911 zog er nach Hagen in Westfalen und arbeitete mit dem Folkwang-Kreis um Karl Ernst Osthaus zusammen. Dort traf er auf Jan Thorn Prikker, Henry van de Velde, Emil Nolde und Christian Rohlfs, mit dem ihm eine Freundschaft verband. Noch im selben Jahr erfolgte eine Ausstellung im Nassauischen Kunstverein in Wiesbaden, die die Arbeiten Drexels gemeinsam mit Werken von Emil Nolde und Alexej von Jawlensky zeigte.
Von 1923 bis 1944 wohnte und arbeitete Drexel in Berlin. Zu Beginn lebte er eine Zeit lang mit Paul Klee und Lyonel Feininger in einer Wohngemeinschaft. Ab 1928 beschäftigte sich Drexel verstärkt mit der kunstpädagogischen Idee des „chorischen Zeichnens“, die daraufhin abzielte, „die angeborene Genialität eines jeden auszulösen“. Begegnungen mit Carl Gustav Jung in den 1930er-Jahren vertieften den Aspekt der physio-psychischen Gruppentherapie.
1930 besuchte Drexel den Künstler Edvard Munch in Oslo. 1932 erhielt er den Villa-Romana-Preis.
1937 wurden in der Nazi-Aktion „Entartete Kunst“ nachweislich neun seiner Werke aus öffentlichen Sammlungen beschlagnahmt. Er wurde mit Ausstellungsverbot belegt und lebte primär von seiner Tätigkeit als Farbingenieur und als Kunstpädagoge.
1944 floh Drexel aus Berlin nach Hindelang im Allgäu und ließ sich 1946 in München nieder. Ab 1947 arbeitete er primär als Kunstpädagoge an den Pädagogischen Akademien in Essen und Münster und widmete sich farbigen Großraumgestaltungen. Es folgten Begegnungen mit Hugo Kükelhaus, dessen Philosophie dem Kunstgedanken Drexels sehr nahekam. In den 1970er-Jahren konzentrierte sich Drexel zunehmend auf das Thema „Formen des Menschseins“. 1975 entstand der Film Maske und Gesicht, den der Künstler erstmals auf der Sonderausstellung Exempla in München zeigte.

## Der Maler

### Sujets, Stil und Arbeitsweise
In seinem malerischen Werk, das sich thematisch primär mit Mensch, Tier und Landschaft auseinandersetzt, nahm Drexel stets Einflüsse und Tendenzen seiner Zeit auf, ohne jedoch in eine künstlerische Abhängigkeit zu geraten. Die Werke der frühen Folkwang-Zeit zeichnen sich durch expressionistische Formgebung und große figürliche Kompositionen aus, die auch sozialkritischen Inhalt besitzen. Zeitweise näherte er sich formal der Pariser Matisse-Schule an. In den 1920er-Jahren trat eine stärkere Verinnerlichung auf. Manche Arbeiten erinnern aufgrund ihrer Bildstruktur und der werkimmanenten Konzentration auf das Nichtsichtbare an das Werk Klees. In den 1950er-Jahren tauchten verstärkt Abstraktionen auf und spätestens nach 1970 konzentrierte sich Drexel auf Physiognomien und die Darstellung des Menschen.
Kennzeichnend für Drexel ist eine intuitive Arbeitsweise. Über den unbewussten Malvorgang äußerte er sich 1950: Es sei „ein überraschendes Schauspiel zu sehen, wie die Hände etwas tun, womit das Ich gar nichts zu tun hat. Es vollzieht sich. Ich habe nur die Pinsel zu bewegen. Das Bild hat keinen Arbeitscharakter, die Arbeit liegt vor dem Bilde: in der Intensität, auf die ich mich zu sammeln habe; im Abwarten des rechten Augenblicks; wenn es dann nicht im ersten Strich da ist, vollzieht es sich nie. Die Studie, die Skizze habe ich nie gekannt; alles hat im vornherein Bildcharakter.“

### Menschenbild
Hinter den zahlreichen Darstellungen des Menschen und des menschlichen Gesichtes steht ein komplexes Menschenbild, das Drexel meist in knapper, sprechender Formgebung fasste. Menschen haben oft mehrere Gesichter und bringen dadurch ihr kontrastreiches Innenleben zum Ausdruck. In den zahlreichen Selbstporträts, die Drexel vor allem in seinen späten Jahren schuf, brachte er seine eigene Vielschichtigkeit zum Ausdruck. Häufig stellte er sich dabei dem Betrachter als schlauen und listigen Beobachter gegenüber.

### Stellung des Werks
Besonders vor dem Zweiten Weltkrieg stand Drexel in Kontakt mit den entscheidenden Persönlichkeiten, die die Entwicklung der Kunst und der Kunstgeschichte im 20. Jahrhundert prägten: Neben dem Folkwang-Kreis um Karl Ernst Osthaus hatte er Kontakt mit Erich Heckel, Wassily Kandinsky, Lyonel Feininger und Paul Klee, stand im Austausch mit Ludwig Justi, Ewald Mataré und Alfred Hentzen. Die Galerien Nierendorf, Flechtheim und Cassirer zeigten seine Werke in den 1920er-Jahren. Als Künstler in der Weimarer Zeit sehr geschätzt, geriet sein Werk nach dem Zweiten Weltkrieg in Vergessenheit. Die kunsthistorische Bewertung der Bedeutung Drexels für den deutschen Expressionismus steht noch aus und dürfte sich als schwierig gestalten, da aufgrund der Verluste im Zweiten Weltkrieg sein expressionistisches Werk nur noch fragmentarisch erhalten ist.
Der gesamte Künstlernachlass mit Ölgemälden, Aquarellen, Zeichnungen und Grafiken, sowie die Presse- und Fotodokumentation seiner Ausstellungen und Originale seiner Schriften sowie Widmungen seines Freundeskreises wird von KunstKontor Wiesbaden geführt.

## Kunstpädagogik
Eine Gruppe von 10 bis 12 Personen wird durch Rhythmus und Bewegung im Raum zu organisch strukturierten Zeichnungen an einer Wandfläche angeleitet. Bei dieser Form der Kunstpädagogik sollen künstlerische Impulse und eine schöpferische Gestaltungskraft freigesetzt werden.
Drexels Idee des „chorischen Zeichnens“ entwickelte sich in den 1920er-Jahren im Freundeskreis. 1932 lernte er C.G. Jung kennen, der angeblich von dieser Form der Kunstpädagogik sehr angetan war. Während des Zweiten Weltkrieges setzte Drexel sie im Marinelazarett Utrecht ein und entwickelte sie weiter.
Drexel selbst beschrieb seine Methode 1950 so:
„Es handelt sich beim chorischen Zeichnen um einen gelenkten Werdegang, bei dem die sichtbare Entstehung nur als Durchgang bzw. als Metamorphose zu bewerten ist. Im bewußten Verzicht auf die Maßstäbe marktfähigen Gelingens bezweckt es das Freiwerden zu persönlicher Unmittelbarkeit im Sinne eines autogenen Trainings. Das natürliche Ineinanderspiel der Begabungen und die freie körperliche Beweglichkeit des Vorgangs ergeben im allgemeinen eine gesellige Gelöstheit, aus der thematische Dominante und persönliche Variation in gegenseitiger Befruchtung zur Einheit kommt.“

## 1937 als „entartet“ aus öffentlichen Sammlungen nachweislich beschlagnahmte Werke
- Straßenszene (Aquarell, 72,9 × 50,8 cm, 1924; Nationalgalerie Berlin im Kronprinzen-Palais. 1940 zur „Verwertung“ auf dem Kunstmarkt an den Kunsthändler Bernhard A. Böhmer. Verbleib ungeklärt)
- Bildnis Karl Schmidt-Rottluff (Aquarell, 63 × 48 cm, 1924; Nationalgalerie Berlin im Kronprinzen-Palais. 1940 zur „Verwertung“ auf dem Kunstmarkt an Bernhard A. Böhmer. Verbleib ungeklärt.)
- Landschaft in Bayern/Häuser und Obstbäume (Öl auf Leinwand, 23,5 × 28,3 cm, 1929; Nationalgalerie Berlin im Kronprinzen-Palais. 1940 zur „Verwertung“ auf dem Kunstmarkt an Bernhard A. Böhmer. Verbleib ungeklärt)
- Drei Kinder, sich an den Händen haltend (Öl auf Leinwand, 13,6 × 26,3 cm, 1931; Nationalgalerie Berlin im Kronprinzen-Palais. 1940 zur „Verwertung“ auf dem Kunstmarkt an Bernhard A. Böhmer. Verbleib ungeklärt)
- Fohlen (Öl auf Leinwand, 14 × 26,4 cm, 1931; Nationalgalerie Berlin im Kronprinzen-Palais. Verbleib ungeklärt)
- Blumenfrau (Öl auf Leinwand, 113 × 102 cm, 1927/28; Nationalgalerie Berlin im Kronprinzen-Palais. 1937 in München in der Ausstellung „Entartete Kunst“ vorgeführt. Nach 1945 sichergestellt und Stand Juli 2020 zur Restitution im Kulturhistorischen Museum Rostock)
- Landschaft (Öl auf Leinwand, 77,9 × 195,1 cm; Museum Folkwang Essen. 1937 in München in der Ausstellung „Entartete Kunst“ vorgeführt. Verbleib ungeklärt.)
- Allegorie (Aquarell, 28,6 × 45,9 cm, Museum Folkwang Essen. 1940 zur „Verwertung“ auf dem Kunstmarkt an Bernhard A. Böhmer. Verbleib ungeklärt)
- Am Fenster (Öl auf Leinwand, 106 × 78 cm, 1921; Ruhmeshalle Wuppertal-Barmen. Zerstört.)

## Filme
- „Zeichen-Spiel“: über das chorische Zeichnen
- Maske und Gesicht (1975)

## Ausstellungen (Auswahl)
- 1912 – Teilnahme an der Kölner Sonderbund-Ausstellung. („Zwei Blumen“, „Rückkehr der Moderne“)
- 1913 – Ausstellung im Museum Folkwang, Hagen
- 1915 – Ausstellung der „Skizzen aus dem Felde“ im Museum Folkwang, Hagen
- 1917 – „Januar-Februar-Ausstellung“ im Nassauischen Kunstverein Wiesbaden. Gruppenausstellung mit Emil Nolde, Hans Richter, Mely Joseph, Franz M. Jansen, Werner Heuser. Mit den Werken „Auferstehung“, „Reiter“, „Allee“, „Verspottung“, „Einzug in Jerusalem“, „Verlorener Sohn“, „Reiter“ und sechs farbigen Zeichnungen (Skizzen aus dem Felde?). All diese Arbeiten sind nicht mehr auffindbar.
- 1921 – Ausstellung in der Berliner Galerie von Alfred Flechtheim
- 1921 – Ausstellung in Bonn
- 1925 – Ausstellung in der Berliner Galerie von Goldschmidt und Wallerstein (mit Kerschbaumer und Roeder)
- 1931 – Ausstellung im Kunstverein Frankfurt am Main
- 1931 – Ausstellung im Kölner Kunstverein
- 1932 – Ausstellung und Ankauf von Werken durch das Kronprinzenpalais in Berlin
- 1932 – Ausstellung in Königsberg
- 1932 – Beteiligung an der von Munch initiierten Ausstellung „Neuere Deutsche Kunst“ im Kunstnernes Hus in Oslo
- 1933 – Ausstellung in der Galerie Nierendorf in Berlin mit Otto Niemeyer-Holstein
- 1935 – Ausstellung in der Galerie Nierendorf in Berlin
- 1937 – Zwei seiner Werke werden auf der Münchner Ausstellung „Entartete Kunst“ gezeigt
- 1948 – Ausstellung? Köln, „Drei Maler und ein Architekt“
- 1951 – Landesmuseum Oldenburg
- 1954 – Osthaus Museum Hagen
- 1954 – Museum Folkwang, Hagen
- 1955 – Galerie Valentin, Stuttgart
- 1956 – Frankfurter Kunstkabinett, Hanna Becker vom Rath, Frankfurt
- 1956 – Grosse Kunstausstellung, München
- 1958 – Gruppe „Die Unabhängigen“, München
- 1960 – Ausstellung in der Städtischen Galerie München
- 1962 – Galerie des Deutschen Bücherbundes, Karlsruhe
- 1962 – Herbstsalon, Haus der Kunst, München
- 1963 – Der Kunstverein München e.V.
- 1963 – Städtische Galerie, Schloss Oberhausen
- 1966 – Galerie von der Höh, Hamburg
- 1966 – Niedersächsisches Landesmuseum für Kunst und Kulturgeschichte, Oldenburg
- 1966 – Der Kunstverein München .e.V.
- 1968 – Galerie Märklin, Stuttgart
- 1970 – Galerie am Feuersee, Stuttgart
- 1971 – Galerie TamS, München
- 1971 – Galerie Hanna Bekker vom Rath
- 1971 – Ausstellung in der Galerie Rahmhof, Frankfurt am Main
- 1974 – Ausstellung mit Aquarellen und Zeichnungen in der Galerie Boehler, Bensheim.
- 1975 – Der Film „Maske und Gesicht“ wird auf der Sonderausstellung „Exempla“ in München gezeigt
- 1976 – Ausstellung zum 90. Geburtstag in seinem Geburtsort Königstein
- 1977 – Kunstausstellung Staatliches Museum für Völkerkunde, München
- 1977 – Galerie van Laar, München
- 1979 – Ausstellung im Münchner Stadtmuseum
- 1980 – Ausstellung im  Munch-Museum Oslo
- 1983 – Ausstellung in der Privatbank Trinkaus und Burkhardt, München
- 1980–1983 – Wanderausstellung des Goethe-Instituts durch 21 Museen in Nord- und Südamerika
- 1987 – Ausstellungsräume der Bayrischen Hypotheken und Wechselbank, München
- 1988 – Ausstellung in der Galerie Leu, Rottach-Egern
- 1989 – Ausstellung bei Karl und Faber, München
- 1991 – Galerie Peter Fischinger, Stuttgart
- 1995 – Städtische Galerie, „Rückkehr der Moderne“, Überlingen
- 2002 – Galerie Kronberg, Kronberg
- 2002 – SAFE, Frankfurt am Main
- 2005 – Stiftung der 1822, Frankfurter Sparkasse, Frankfurt am Main
- 2006 – Nebbinsches Gartenhaus, Frankfurt am Main
- 2007 – Ausstellung in den Privaträumen des Kunsthändlers Asher Edelman, New York
- 2010 – Nebbinsches Gartenhaus, Frankfurt am Main
- 2011 – Galerie Vayhinger, Radolfzell-Möggingen
- 2012 – Art Karlsruhe, „One Artist Show“, Galerie Vayhinger
- 2019 – Kunstkontor Wiesbaden Werner Baumstark